# Eupithecia luteonigra
Eupithecia luteonigra là một loài bướm đêm trong họ Geometridae.